# The Coasters
 (janvier 2023).
Si vous disposez d'ouvrages ou d'articles de référence ou si vous connaissez des sites web de qualité traitant du thème abordé ici, merci de compléter l'article en donnant les références utiles à sa vérifiabilité et en les liant à la section « Notes et références ».
The Coasters, est un groupe  vocal de  rhythm and blues, de doo-wop et de rock 'n' roll américain, surnommés The Clown Princes of Rock'n'roll (« les princes-clowns du rock'n'roll »). En anglais, « a coaster » signifie « un sous-verre ».

## Histoire
Le groupe se forme à Los Angeles en 1956 sur les cendres des Robins. Il reste le chanteur soliste, Carl Gardner, le baryton-basse Bobby Nunn et le ténor Obie Young Jessie, toujours en association avec le duo d'auteurs-compositeurs Jerry Leiber et Mike Stoller. Les Coasters décrochent leur premier disque d'or en 1957 avec Searchin', ce qui leur permet de tourner avec Little Richard ou Fats Domino. Ils enchaînent les tubes avec Yakety Yak (1958), qui inspirera le morceau de musique Yakety Sax, ou Charlie Brown (1959).
Puis ils quittent Los Angeles pour New York. Nunn et Jessie sont alors remplacés par Cornell Gunter (un ancien des Ink Spots, des Flairs et des Platters) et Will « Dub » Jones (des Cadets). La chanson comique Along Came Jones (1959), sera adaptée par Bernard Michel en français, Zorro est arrivé, interprétée par Henri Salvador et atteint le n° 1 en 1964 et devient un des succès des « années yéyé » en France.
En 1961, ils se séparent de Leiber et Stoller et travaillent avec d'autres artistes, comme Booker T. Jones, mais sans retrouver les premières places des hit-parades.
La fin des Coasters est tragique : Earl Carroll prend la place de Gunter, qui fonde ses propres Coasters. Le saxophoniste King Curtis est poignardé en 1971. En 1980, on retrouve le cadavre mutilé d'un des nouveaux Coasters, Nathaniel Wilson ; Bobby Nunn meurt en 1986, et Cornell Gunter est tué par balles en 1990. Carl Gardner est décédé le 12 juin 2011, après avoir souffert d'une indigestion cadiaque congestive et de démence vasculaire.[Quoi ?]
Les Coasters ont vendu 50 millions de disques et sont entrés au Rock and Roll Hall of Fame en 1987.
Le titre Down in Mexico apparaît sur la bande originale du film de Quentin Tarantino Boulevard de la mort et Shake 'em Up and Let 'em Roll sur celle de Bug de William Friedkin.
Le groupe est connu dans le monde francophone, notamment grâce aux reprises par Henri Salvador et par les Rolling Stones. 
Carl Junior Gardner a repris la relève du groupe en tant que chanteur principal, mais a été renvoyé par Veta Gardner la veuve de Carl Gardner. Carl Junior et Thomas (Curly) Palmer ont ensemble juré de maintenir l'héritage musical en vie. Carl Junior et Thomas Palmer ont tous deux déjà enregistré avec The Coasters avant la mort de Carl Gardner. Veta Gardner détient les droits sur le nom The Coasters et gère un groupe d'interprètes qui n'a pas de membres originaux.

## Hit parades
| 3/56  | Down In Mexico b/w Turtle Dovin' | -    | # 8  | -    |
| 9/56  | One Kiss Led To Another          | # 73 | # 11 | -    |
| 5/57  | Searchin'                        | # 3  | # 1  | # 30 |
| 5/57  | Young Blood                      | # 8  | # 1  |      |
| 10/57 | Idol With The Golden Head        | # 64 | -    | -    |
| 5/58  | Yakety Yak                       | # 1  | # 1  | # 12 |
| 2/59  | Charlie Brown                    | # 2  | # 2  | # 6  |
| 5/59  | Along Came Jones                 | # 11 | # 14 | -    |
| 8/59  | Poison Ivy                       | # 7  | # 1  | # 15 |
| 8/59  | I'm A Hog For You                | # 38 | -    | -    |
| 12/59 | Run Red Run                      | # 36 | # 29 | -    |
| 12/59 | What About Us                    | # 47 | # 17 | -    |
| 5/60  | Besame Mucho                     | # 70 | -    | -    |
| 6/60  | Wake Me, Shake Me                | # 51 | # 14 | -    |
| 10/60 | Shoppin' For Clothes             | # 83 | -    | -    |
| 2/61  | Wait A Minute                    | # 37 | -    | -    |
| 4/61  | Little Egypt (Ying-Yang)         | # 23 | # 16 | -    |
| 8/61  | Girls Girls Girls                | # 96 | -    | -    |
| 3/64  | T'ain't Nothin' To Me            | # 64 | # 20 | -    |
| 12/71 | Love Potion No. 9                | # 76 | -    | -    |
| 8/94  | Sorry But I'm Gonna Have To Pass | -    | -    | # 41 |

## Discographie
- The Very Best of The Coasters, Rhino-Atlantic/WEA